# Trohodendron
Trochodendron, danas monotipni rod čija je jedina vrsta, Trochodendron aralioides, vrsta drveta koja raste na otocima Ryukyu, Honshu, Shikoku, Kyushu i Tajvanu. Drvo pripada porodici Trochodendraceae, koja je dobila ime po ovom monotipnom rodu.
U dalekoj prošlosti postojalo je nekoliko vrsta, čiji su fosili pronađeni na području Sjeverne Amerike i Europe.

## Vrste
- Trochodendron aralioides
- †Trochodendron beckii
- †Trochodendron drachukii
- †Trochodendron evenense
- †Trochodendron kamtschaticum
- †Trochodendron nastae
- †Trochodendron protoaralioides